# Dorysthetus chlorophanus
Dorysthetus chlorophanus är en skalbaggsart som beskrevs av Hermann Burmeister 1844. Dorysthetus chlorophanus ingår i släktet Dorysthetus och familjen Rutelidae. Inga underarter finns listade i Catalogue of Life.